# ماروهارانا
ماروهارانا (به لاتین: Maroharana) یک منطقهٔ مسکونی در ماداگاسکار است که در تزیروآنوماندیدی (بخش) واقع شده‌است.
 ماروهارانا  ۵٬۰۰۰ نفر جمعیت دارد و ۷۴۵ متر بالاتر از سطح دریا واقع شده‌است.